# Manduca reducta
Manduca reducta är en fjärilsart som beskrevs av Gehlen. 1930. Manduca reducta ingår i släktet Manduca och familjen svärmare. Inga underarter finns listade i Catalogue of Life.

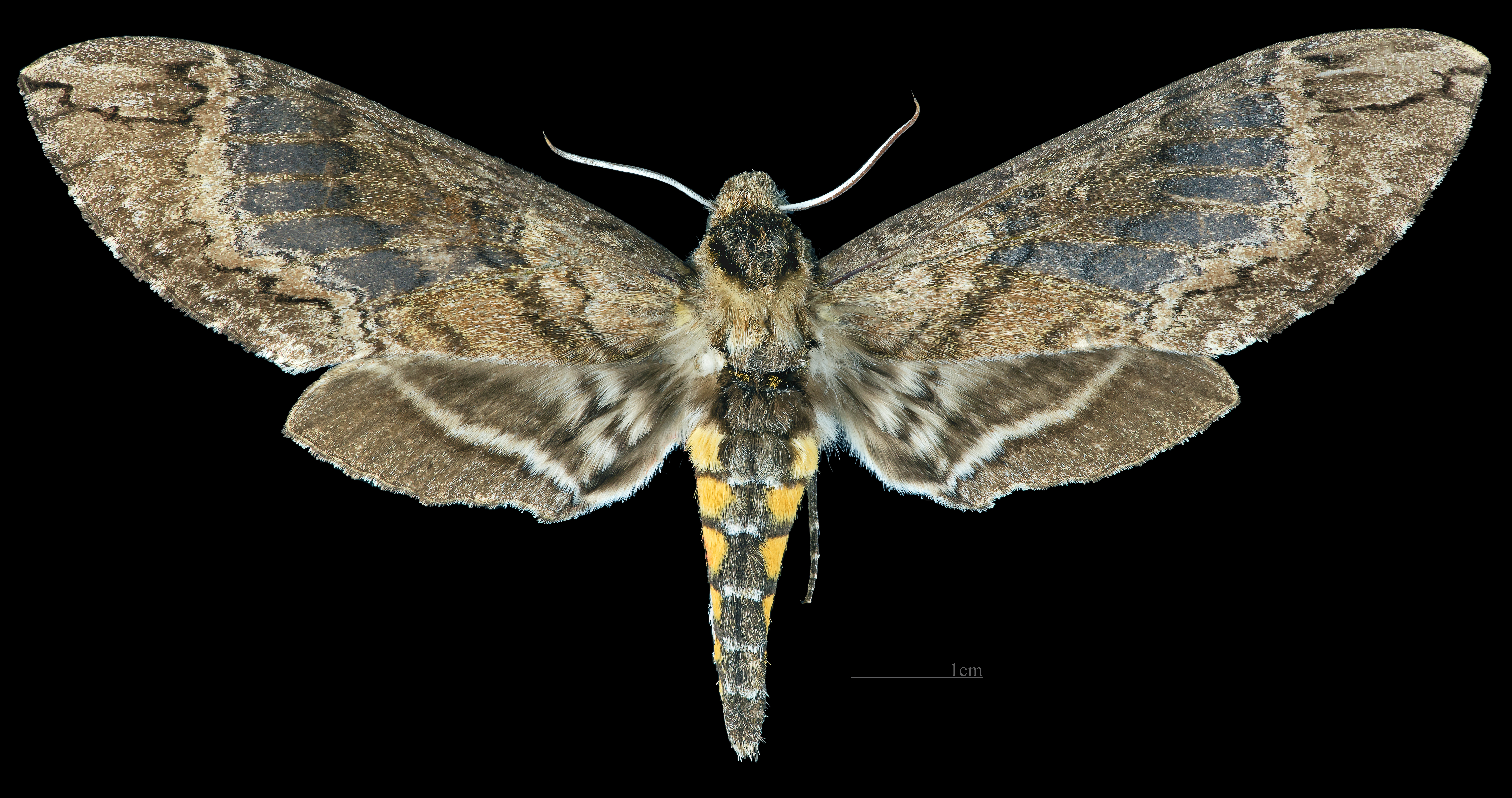
Manduca reducta  ♀
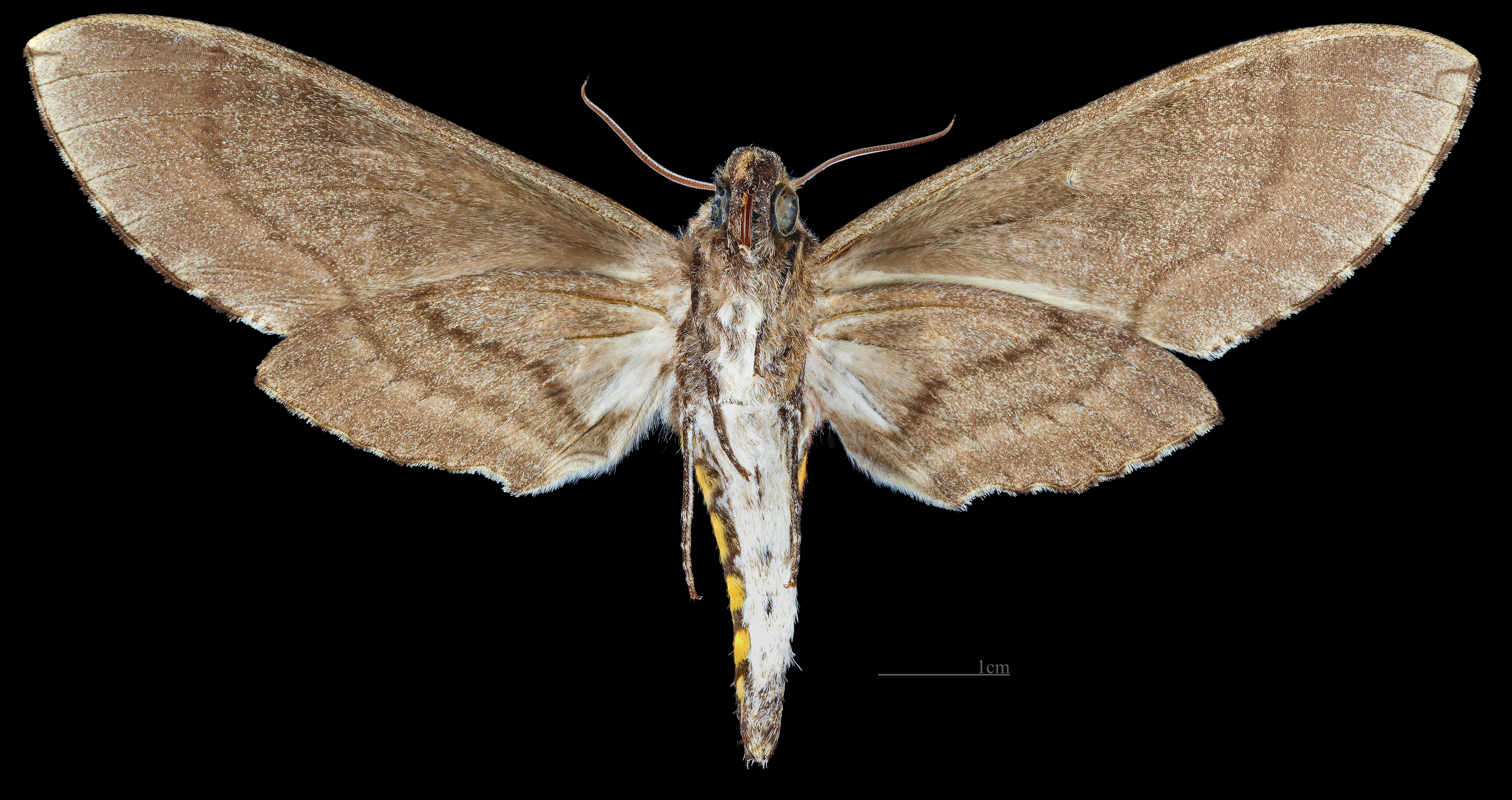
Manduca reducta  ♀ △